# 五老峰
29°33′00″N 116°00′54″E / 29.55000°N 116.01500°E

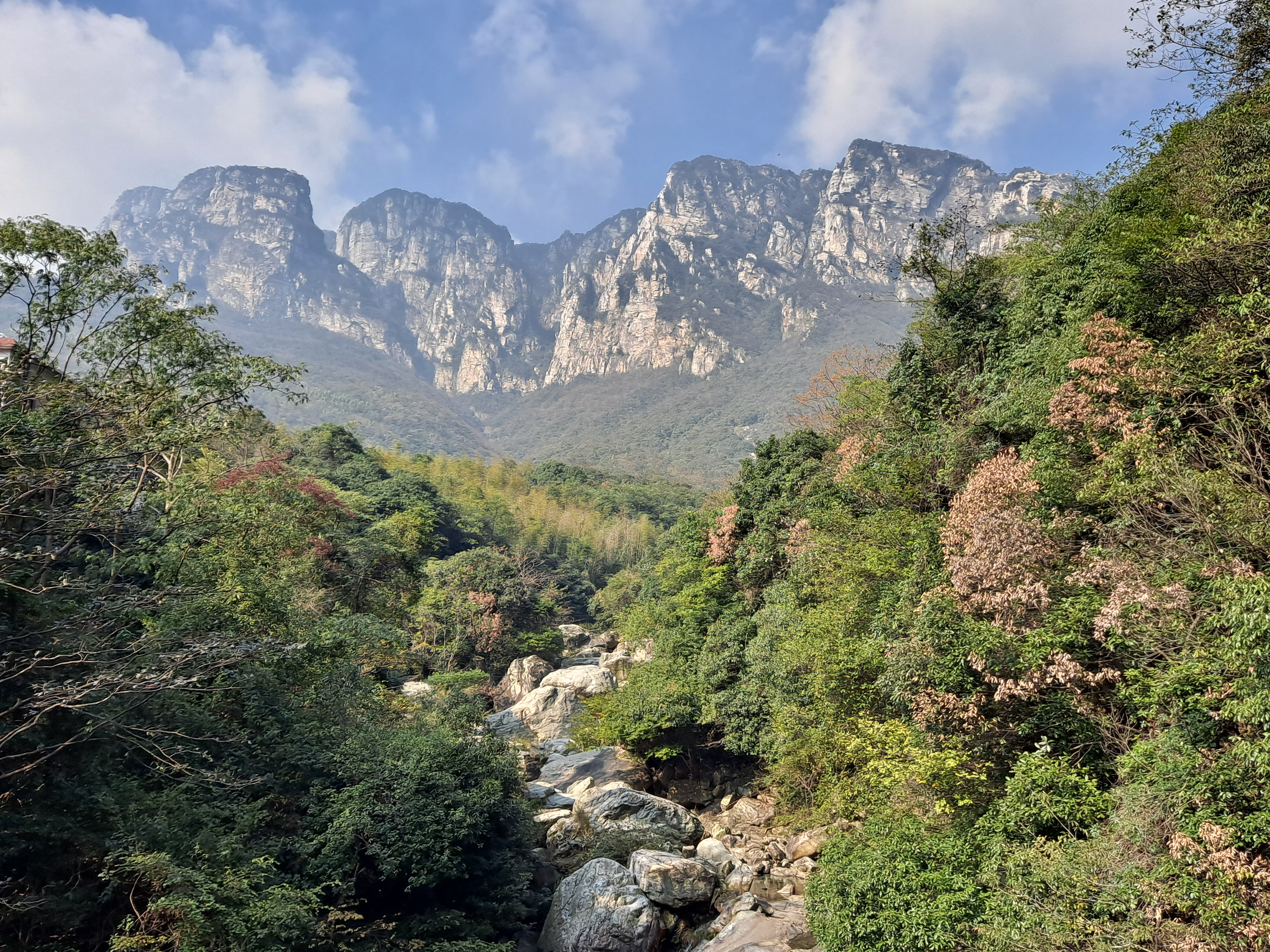
庐山五老峰

五老峰是中國江西省廬山东南部的一座山峰，海拔1358米，为庐山第二高峰，东临鄱阳湖。五老峰东北的山谷中有三叠泉瀑布，东部山麓有白鹿洞书院。
五老峰为庐山地块抬升形成的南翼，由于存在4组横节理，受侵蚀形成5个山峰，遠看似五位老人端坐，由此而得五老峰之名。其中以四峰最高、三峰最险。
李白曾在《望庐山五老峰》一诗中写道：“庐山东南五老峰，青天削出金芙蓉。九江秀色可揽结，吾将此地巢云松。”
五老峰上有很多摩崖石刻，尤以三峰为多，其中有许世昌书“近日云低”、郭友龙书“星聚层峦”、徐坦书“去天尺五”、沈瑛书“目无障碍”等。 五老峰摩崖石刻已被列为九江市文物保护单位。
五老峰下的海会寺是当地佛教中心，距离海会寺500米就是蒋介石1933年办的军官训练团，陈诚当时是教育长，汤恩伯是学员，有30多栋房子，后来被日軍炸毀，只剩下3栋，成为1958年办的“江西省共产主义劳动大学庐山分校”的校址；以后划为“江西省共产主义劳动大学星子分校”白鹿洞书院也安排了共产主义劳动大学的一个班级。1969年由九江市的三所中学（九江市甘棠中学，红旗中学，庐山中学）合并到五老峰下的共产主义劳动大学。
五老峰面对鄱阳湖，面对东面，日出时候十分壮美。